# Цюрик Микола Володимирович
 Мико́ла Володи́мирович Цю́рик (17 травня 1981, м. Камінь-Каширський Волинська область — 12 березня 2022, с. Наливайківка, Київська область) — солдат 14 ОМБр Збройних сил України, відзначився у ході російського вторгнення в Україну, учасник російсько-української війни, Герой України з удостоєнням ордена «Золота Зірка» (посмертно).

## Життєпис
Микола Цюрик народився 17 травня 1981 року в м. Камінь-Каширський на Волині.
Відучився в місцевому училищі на тракториста. Їздив на сезонні заробітки за кордон.
2014 року став до лав захисників України у складі 14 ОМБр, був учасником бойових дій на сході держави.
Після початку повномасштабного вторгнення Росії знову пішов боронити Україну. Відправився у гарячу точку 24 лютого 2022 року.
Загинув 12 березня 2022 року внаслідок артилерійського обстрілу поблизу Наливайківки на Київщині.
Бійця поховано 15 березня 2022 року на місцевому кладовищі у Камінь-Каширському. Чин відспівування здійснили у Храмі Святого Миколая м. Камінь-Каширського старший декан Камінь-Каширського району митрофорний протоієрей Микола Смолярчук, декан любешівський Юрій Устимчук та декан старовижівський Іван Зеленко та інше духовенство.
Три дні (з 15 по 17 березня) були оголошені днями жалоби на території Камінь-Каширщини.

## Нагороди
- звання Герой України з удостоєнням ордена «Золота Зірка» (2022, посмертно) — за особисту мужність і героїзм, виявлені у захисті державного суверенітету та територіальної цілісності України, вірність військовій присязі[5].